# Salvador Jovellanos
Salvador Silvestre del Rosario Jovellanos Guanes (Assunção, 31 de dezembro de 1833 — Buenos Aires, 11 de fevereiro de 1881) foi um político paraguaio, presidente do país entre 18 de dezembro de 1871 até  25 de novembro de 1874.
Em 25 de janeiro de 1869, assinou a petição, dirigida às forças aliadas da Guerra do Paraguai, que garantiu a criação de um governo provisório com cidadãos paraguaios. Foi um dos fundadores do Partido Colorado.